# 편극 밀도
편극 밀도(polarization density) 또는 분극 밀도는 전자기학에서 매질에 유도된 전기 쌍극자 모멘트의 밀도를 가리킨다. 기호는 {\displaystyle \mathbf {P} }. 단위는 쿨롱 매 제곱미터(C/m2).

## 정의
편극 밀도 {\displaystyle \mathbf {P} }는 변위장 {\displaystyle \mathbf {D} }와 전기장 {\displaystyle \mathbf {E} }의 차이다.
{\displaystyle \mathbf {P} =\mathbf {D} -\epsilon _{0}\mathbf {E} }.
여기서 {\displaystyle \epsilon _{0}}은 진공의 유전율이다.
전해질에서, 편극 밀도는 외부 전기장에 의하여 유도된 전기 쌍극자 모멘트의 밀도이다. 즉, 만약 편극 밀도 {\displaystyle \mathbf {P} }가 일정하다면, 부피 {\displaystyle V} 속에 유도된 총 전기 쌍극자 모멘트 {\displaystyle \mathbf {p} _{\text{ind}}}는 다음과 같다.
{\displaystyle \mathbf {p} =\mathbf {P} V}.
전해질 속에 유도된 유도 전하 밀도 {\displaystyle \rho _{\text{ind}}}는 다음과 같다.
{\displaystyle \rho _{\text{ind}}=\rho _{\text{total}}-\rho _{\text{free}}=\epsilon _{0}\nabla \cdot \mathbf {E} -\nabla \cdot \mathbf {D} =-\nabla \cdot \mathbf {P} .}

## 같이 보기
- 편극

## 참고 문헌
- Griffiths, David J. (2006). 《전자기학》. 김진승 역 3판. 진샘미디어. ISBN 8995707011.